# Gamia buchholzi
Gamia buchholzi är en fjärilsart som beskrevs av Carl Plötz 1879. Gamia buchholzi ingår i släktet Gamia och familjen tjockhuvuden. Inga underarter finns listade i Catalogue of Life.